# Coteaux-du-vendômois
Le coteaux-du-vendômois est un vin d'appellation d'origine contrôlée produit dans le Loir-et-Cher.

## Histoire

### Moyen Âge
Une charte de donation du XIe siècle mentionne la présence de vignes à Villedieu, mais sa culture dans
la vallée du Loir est sans doute bien plus ancienne. Henri IV au XVIe siècle estime particulièrement
les vins du domaine de Prépatour situé dans la commune de Naveil à environ 5 kilomètres à l'ouest de
Vendôme.

### Période moderne
Henri IV s'étant arrêté à Prépatour, se rafraîchit avec le vin des coteaux de Mont-rieux. L'ayant apprécié, il en fit une commande dont le manuscrit est conservé en son château de Saint Germain en Laye.
Au XVIe siècle, les vins du Loir sont souvent cités par des hommes reconnus dont Rabelais, dans son Pantagruel. Au XVIIIe siècle le développement du vignoble est tel que deux arrêtés, respectivement de 1781 et 1794 accusent les vignerons d'être responsables de la disette qui sévit par manque de céréales.

### Période contemporaine
Jules Guyot, dans son Étude des vignobles de France (1876), indique que « la plupart des vins blancs de l'arrondissement de Vendôme sont fournis par le pineau blanc de la Loire chenin et quelques-uns par le sémillon blanc ou par le surin [sauvignon]. L'auvernat noir [pinot noir] et le meunier donnaient autrefois d'excellents vins rouges ; aujourd'hui c'est le cot et le meunier. On tend à leur substituer le pineau d'Aunis ou balzac pour le rouge et le blancheton ou folle blanche pour le blanc ».
Ainsi, après avoir cultivé nombre de cépages, les opérateurs de la vallée du Loir se spécialisent dans la production de vins issus des cépages chenin B et pineau d’Aunis N après la crise du phylloxéra.
Pendant le XXe siècle, les types de vins produits continuent à évoluer. Ainsi, en 1950, Depardon et Buron notaient que le pineau d'Aunis sert à élaborer « à peu près exclusivement un vin blanc, parfois très légèrement teinté, présentant un fruité très agréable ». Ces qualités seront traduites en 1968 par le classement du vignoble en Appellation d'Origine Vin délimité de Qualité supérieure (AOVDQS), puis par le classement en AOC en 2001.
L'appellation coteaux du vendômois a initialement été classée AOC par le décret du 2 mai 2001. Le cahier des charges actuel a été homologué par le décret n°2011-1352 du 24 octobre 2011.

## Situation géographique
L'aire géographique de production des vins des coteaux du vendômois se situe sur 28 communes entre Vendôme et Montoire, sur les deux rives de la Vallée du Loir, dans le département de Loir-et-Cher.
La liste des communes composant l'aire géographique : Artins, Azé, Couture-sur-Loir, Les Essarts, Fontaine-les-Coteaux, Houssay, Lavardin, Lunay, Marcilly-en-Beauce, Mazangé, Montoire-sur-le-Loir, Naveil, Les Roches-l'Évêque, Saint-Martin-des-Bois, Saint-Ouen, Saint-Rimay, Sougé, Ternay, Thoré-la-Rochette, Tréhet, Troo, Vendôme, Villavard, Villedieu-le-Château, Villerable, Villiers-sur-Loir et Villiersfaux.

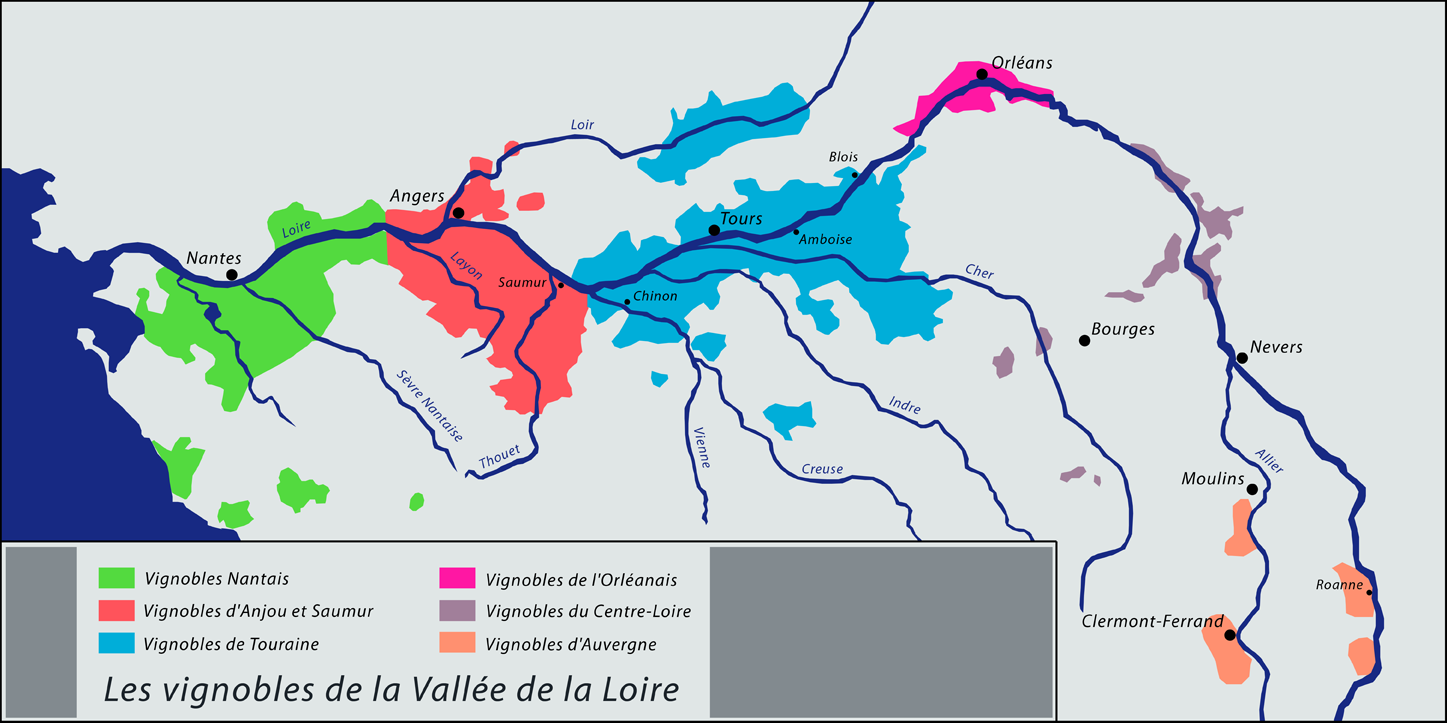
Vignobles de la vallée de la Loire

### Géologie
Le sol est constitué d'argiles à silex sur soubassement calcaire.

## Vignoble

### Présentation
Le vignoble AOC représente une surface de 142 hectares.
Une cave coopérative et neuf vignerons en caves particulières produisent 9611 hectolitres d'AOC Coteaux du Vendômois .
Les noms des vins AOC coteaux du vendômois peuvent également être suivi de l'indication géographique Val de Loire.

### Encépagement
Les vins rouges sont des vins d'assemblage, à base de pineau d'Aunis dominant complétés par un apport de gamay ou de pinot noir. Le cabernet-franc peut également être utilisé pour les vins de garde. La proportion de pineau d'aunis doit être supérieure à 50 % de l'encépagement. La proportion de gamay doit être inférieure à 20 % de l'encépagement. Les cépages pinot noir et cabernet-franc doivent être compris entre 10 et 40 % de l'encépagement.
Les vins blancs sont principalement issus du chenin. Le chardonnay peut être utilisé comme cépage accessoire (20 % maximum).
Les vins gris sont exclusivement issus du pineau d'Aunis.

### Méthodes culturales
Réglementairement, les vignes présentent une densité minimale à la plantation de 4500 pieds à l’hectare. L'écartement entre deux rangs doit être de 2,10 m au maximum.
La taille de la vigne peut être effectuée suivant plusieurs techniques :
- taille Guyot avec un seul long bois portant 7 yeux francs au maximum et au plus 2 coursons ;
- taille à deux demi-baguettes portant chacune 4 yeux francs au maximum et au plus 2 coursons ;
- taille courte (cordon de Royat) à coursons portant chacun 2 yeux francs au maximum[4].

### Rendements
Les rendements sont fixés à :
- 55 hl/ha pour les vins blancs et rouges ;
- 60 hl/ha pour les vins gris[4].

### Terroir et vins
Les vins blancs offrent souvent une couleur or pâle. Au nez, les senteurs de miel et de tilleul
participent en général à la composition d'une palette fine et complexe. L'équilibre en bouche est
séduisant, et d'une très bonne longueur.
Issus uniquement du cépage pineau d'Aunis N par pressurage direct, les vins gris constituent l'originalité de l'appellation. Leur robe est pâle, aux reflets souvent
saumonés. Leur nez est généreux, en général dominé par la senteur poivrée que leur confère le cépage.
En bouche, la légèreté et la délicatesse dominent, pour donner des vins à la fois rafraîchissants, joyeux
et distingués.
Les vins rouges offrent une palette aromatique en général complexe, où dominent le plus souvent les
arômes épicés dont le poivre, associés aux senteurs de fruits rouges.

## Les principaux producteurs de l'appellation
- Caves Denis Noury à Houssay ;
- Domaine J Martellière, à Montoire-sur-le-Loir ;
- Domaine Ariane Lesné, à villiers ;
- Domaine Brazilier à Thoré-la-Rochette ;
- Domaine Colin à Thoré-la-Rochette et Vendôme ;
- Les Caves aux Caux, famille Creuzet à Thoré-la-Rochette ;
- Domaine du Four à Chaux, Dominique et Sylvie Norguet à Thoré-la-Rochette ;
- Cave de la Berthelotière, Charles Jumert à Villiers-sur-Loir ;
- Cave Coopérative du Vendômois à Villiers-sur-Loir.